# Celia Fiennes
Celia Fiennesová (7. června 1662 – 10. dubna 1741) byla anglická cestovatelka a spisovatelka. Na koni prozkoumala Anglii v době, kdy cestování pro vlastní potěšení ještě nebylo běžné, zvláště pro ženy.

## Život
Narodila se v Newton Tony v hrabství Wiltshire jako dcera Nathaniela Fiennese, politika a parlamentního plukovníka za dob občanské války v Anglii a jeho druhé manželky Frances rozené Whiteheadové. Nathaniel byl druhým synem Williama Fiennese, prvního vikomta Saye a Sele.

## Cestování

### Průkopnice turismu
Celia se nikdy neprovdala. V roce 1691 se přestěhovala do Londýna, kde toho času žila její vdaná sestra. Mezi lety 1684 a 1703 cestovala na koni po Anglii, aby „obnovila své zdraví skrze rozmanitost, změnu ovzduší a pohyb“. Tou dobou bylo cestování za účelem poznávání a rekreace ještě poměrně neobvyklé, a to obzvláště pro ženy. Celia tedy byla, jakožto nadšená cestovatelka, výjimečná. Občas cestovala se svými příbuznými, ovšem svou velkou cestu do Newcastlu a Cornwallu podnikla roku 1698 pouze v doprovodu jednoho nebo dvou sluhů. Její cesty probíhaly přerušovaně minimálně do roku 1712 a provedly ji většinou Anglie.

### Cesty a paměti
Celia v roce 1702 zpracovala své poznámky z cest do cestopisu, který však nikdy nevydala, neboť byl určen pouze pro její rodinu. Její zápisky poskytují živý pohled na v té době stále ještě mnohdy člověkem nedotčenou krajinu s několika málo cestami; přestože už se místy objevovaly směrové ukazatele. Části jejího cestopisu publikoval roku 1812 Robert Southey. První kompletní vydání vyšlo až v roce 1888 pod názvem Through England on a Side Saddle (Přes Anglii na dámském sedle). Odborné vydání nazvané The Journeys of Celia Fiennes (Cesty Celie Fiennesové) vytvořil v roce 1947 Christopher Morris.
Celia se zajímala o vše nové, o inovace, rušná města, nově oblíbená lázeňská města jako Bath nebo Harrogate a také o obchod. Její vlastenecké zdůvodnění domácího turismu o hospodářský rozvoj předjímaly vznik nového žánru takzvaného „ekonomického turismu“, který se formalizoval knihou Daniela Defoea A Tour through the Whole Island of Great Britain (Cesta přes celý ostrov Velké Británie). Ekonomický turismus se stal hlavní složkou cestopisectví 18. a 19. století.
Na svých cestách viděla Celia mnohé z těch nejhonosnějších barokních anglických sídel, když se ještě stavěla. Navzdory vžité představě, že navštěvování okázalých domů začalo až po druhé světové válce, byly takové domy přístupné cestovatelům z vyšších společenských vrstev již od doby Celie Fiennesové, ne-li dříve. Její poznámky se řadí mezi nejzajímavější zdroje informací o těchto stavbách. Spočítala také přesný počet kamenů tvořících Stonehenge a vyšplhala na útes mysu Land's End.

## Památka
Celia Fiennesová zemřela v Hackney roku 1741. O jejích cestách pojednává hra Riding England Sidesaddle od Christophera Gouldinga, která byla poprvé uvedena v roce 1992 v divadle People's Theatre ve městě Newcastle upon Tyne. V hlavní roli ztvárnila mladou Celii Fiennesovou herečka Andrea Riseboroughová.